# Die Republikein
Il Republikein (in afrikaans Die Republikein) è un quotidiano namibiano in lingua afrikaans fondato nel 1977 e fino al 2010 fu il quotidiano ufficiale del partito della minoranza bianca, il Partito Repubblicano.